# Bűnbocsánat
A bűnbocsánat (latin: absolvere "felmentés", "feloldozás") a kereszténységben a bűn elengedése és eltörlése Isten nevében.
A Biblia Újszövetsége szerint Jézus nemcsak maga gyakorolta a bűnbocsátást , hanem feltámadása után apostolainak is megadta a bűnbocsátó hatalmat. Ezen bibliai szöveg és Péternek adott oldó-kötő hatalom alapján a katolikus és ortodox irányzatok kifejlesztették a bűnből való feloldozás szentségi formáját, mint egy vallási rítust. Ezt a bűnbocsánati formát a protestantizmus főáramlata elutasítja.

## Római katolikus egyház
Római katolikus nézet szerint mivel Jézus az apostoli intézményt a „világ végezetéig" valónak szánta , ez a hatalom az apostolok utódaira is kétségtelenül átszármazott. Az egyház tanítása szerint a bűnbe esett ember csakis a bűnbocsánat által juthat ismét Isten kegyelmébe, s ezt a szentgyónásban nyeri vissza. A papok a bűnbánat szentségében (szentgyónás) bocsátják meg Isten nevében a bűnöket.
A halálos bűnök bocsánata kétféleképen nyerhető el:
- a szentgyónásban (ehhez elegendő a tökéletlen, de természetfeletti bánat is),
- a szentgyónáson kívül: tökéletes bánattal és azzal a szándékkal, hogy később az egyén meg fogja gyónni a bűnt.

A bocsánatos bűnök bocsánatát bármely, bűnbánó lélekkel végzett jócselekedettel el lehet nyerni.

## Protestantizmus
A középkori katolikus egyház visszaélése váltotta ki a reformációt, amikor a római egyház áruba bocsátotta Isten kegyelmét. A pápaság azzal az indokkal, hogy a római Szent Péter-templom építéséhez gyűjt, nyilvánosan, pénzért árultatta a bűnbocsánatot. Luther elhatározta, hogy tiltakozni fog az égbekiáltó visszaélések ellen. Innen kezdődik a protestantizmus története.
A protestánsok az „öt solát” ; a hit általi megigazulást vallják.
Az őszinte bűnbánatnak meg kell előznie a bűnbocsánatot, de nézetük szerint egyedül Isten bocsáthatja meg a bűnt; bűnös emberek, papok, lelkészek stb. nem méltók a bűnből való feloldozásra.
A Biblia sehol nem beszél négyszemközti gyóntatásról, hogy egyházi személy feloldozott volna valakit. Az apostolok, miután Jézustól Szentlelket vettek, annak irányításával tudták csak megállapítani, hogy hogy Isten megbocsátott-e az egyénnek vagy sem.